# ONE DOJIMA PROJECT
ONE DOJIMA PROJECT（ワン ドウジマ プロジェクト）は大阪府大阪市北区にて行われている東京建物とHPLの共同事業である。
2020年4月に高さ195.00 mのBrillia Tower 堂島が着工し、2024年1月に竣工。2024年8月1日に同施設内にフォーシーズンズホテル大阪が開業した。

## 施設構成

### Brillia Tower 堂島
Brillia Tower 堂島（ブリリアタワー どうじま）は大阪府大阪市北区堂島二丁目にある超高層マンション、及び複合施設である。東京建物が手掛ける住宅ブランドであるBrilliaの一つ。住宅部分はHPLとの共同事業ではなく東京建物の単独事業である。
地上49階、地下1階、高さ195.00 m、総戸数約463戸、設計は日建設計と日建ハウジングシステム、施工は竹中工務店が担当する。
建物は堂島をイメージしたヨットをモチーフとし、住居部とホテル部の区別を敢えて明確にしない「ワンフォルムデザイン」としているが、37階のホテル部レストランフロアは天井が高くとられている。

### フォーシーズンズホテル大阪
フォーシーズンズホテル大阪（フォーシーズンズホテルおおさか、Four Seasons Hotel Osaka）はBrillia Tower 堂島の1～2階及び28～37階にあるフォーシーズンズ・ホテルズが展開しているホテルである。2024年8月1日に開業。
同ブランドの店舗がタワーマンションに入居するのは日本初である。フォーシーズンズホテル丸の内東京（2002年開業）、フォーシーズンズホテル京都（2016年開業）、フォーシーズンズホテル東京大手町（2020年開業）に続き、日本国内で4軒目となる出店となった。
客室は28～35階に175室（スイート27室を含む）が設けられ、28階は和室の要素を取り入れた客室で構成された専用フロア「GENSUI（玄水）」となっている。低層部にフロント・ロビー・オールデイダイニング・ボールルームなどを設け、36階にスパ・フィットネスジム・プール、37階に3つのレストラン&バーとスカイサロンがある。

### 施設
- 広東料理「江南春（ジャンナンチュン）」（37階）
- モダンフレンチ&江戸前寿司「鮨 ラビス大阪 ヤレック・アレノ」（37階）
- バー「ボタ」（37階）
- スカイサロン（37階）
- ザ・スパ・アットフォーシーズンズホテル大阪（36階）
- ボールルーム（2階）
- オールデイビストロ「ジャルダン」（1階）
- ベーカリーショップ「ファリーヌ」（1階）

## 受賞
| 受賞年 | 賞                               | 部門                       | 対象               | 結果 | 備考   |
| ------ | -------------------------------- | -------------------------- | ------------------ | ---- | ------ |
| 2024年 | MIPIM Asia Awards 2024           | Best Mixed-Use Development | ONE DOJIMA PROJECT | 銀賞 | [ 2 ]  |
| 2024年 | 第37回大阪市ハウジングデザイン賞 | 大賞                       | Brillia Tower 堂島 | 受賞 | [ 10 ] |

## 交通機関

### 鉄道
- JR大阪駅 徒歩11分
- Osaka Metro四つ橋線西梅田駅 徒歩6分

## 周辺施設
- 堂島 ザ・レジデンス マークタワー
- 近鉄堂島ビル